# Tom van der Weijden
Thomas Adrianus Gerardus Maria (Tom/Thom) van der Weijden (Nieuwkoop, september 1940) is een Nederlands voormalig politicus van de KVP en bestuurder.
Hij werd geboren als zoon van P.M.M. van der Weijden (1905-1970) die toen burgemeester van Nieuwkoop was en ook diens vader, P.A.T. van der Weijden (1863-1946), is burgemeester van Nieuwkoop geweest. Zelf is hij is afgestudeerd in de rechten en rond 1967 trad hij in dienst bij de Raad van State waar hij werkzaam is geweest in de functie van referendaris. Daarnaast was hij vanaf 1970, als opvolger van zijn kort daarvoor overleden vader, dijkgraaf van het waterschap Polder Nieuwkoop en Noorden. Midden 1972 werd Van der Weijden benoemd tot burgemeester van de Noord-Brabantse gemeente Alphen en Riel. In 1986 volgde zijn benoeming tot dijkgraaf van het Hoogheemraadschap van West-Brabant. Na de fusie tot het waterschap Brabantse Delta was hij ook daar enige tijd dijkgraaf. Midden 2004 gaf Van der Weijden die functie op maar ook daarna bleef hij betrokken bij waterbeheer. Zo was hij in 2015 informateur van het nieuwe bestuur van waterschap Brabantse Delta.